# Pressigny-les-Pins

Pressigny-les-Pins este o comună în departamentul Loiret din centrul Franței. În 1 ianuarie 2022 avea o populație de 530 de locuitori.